# M47 패튼
M47 패튼(M47 Patton)은 M46, M48, M60과 더불어 1940년대 후반부터 1990년대 초반까지 미국 육군의 주력전투전차(MBT)로 사용된 이른바 '패튼 전차'의 하나이다. 패튼은 제2차세계대전 때 전차전에서 뛰어난 능력을 발휘한 미국의 조지 패튼(George S. Patton) 장군을 가리킨다.
1951년 디트로이트 아스널 탱크 플랜트(Detroit Arsenal Tank Plant)사와 아메리칸 로코모티브(American Locomotive Co.)사에서 생산하여 1952년부터 1989년까지 사용되었다. 미국을 비롯하여 독일·프랑스·그리스 등 세계 여러 나라에서 운용하였으며, 대한민국에도 1959년 도입되어 현재는 퇴역하였다.
제원은 전투 중량 46t, 길이 8.51m, 너비 3.51m, 높이 3.35m이며, 시속 48km, 항속거리 128km이다. M36형 90mm 포 1문과 12.7mm M2 기관총 1정, 7.62mm 기관총 2정 등으로 무장하고, 포탄 71발을 휴대할 수 있으며, 대전차 유효 사거리는 2000m이다. 대량 생산된 전차 중에서는 처음으로 거리측정기가 장착되었으며, 승무원은 5명이다.

## 같이 보기
- 판처 58
- M26 퍼싱
- M46 패튼
- M48 패튼